# Рудолф Георг фон Хасланг
Рудолф Георг фон Хасланг (на немски: Rudolf Georg von Hasslang; † сл. 1676) e фрайхер от стария баварски род Хазланг в Хазлангкрайт (днес част от Кюбах) при Айхах-Фридберг в Бавария.
Той е потомък на Георг Хасланг (1500 – 1565) и внук на Рудолф Хазланг (1530 – 1565). Той е вероятно син или роднина на дворцовия съветник Хайнрих фон Хазланг († 1605/1607) и съпругата му Барбара фон Клозен. Роднина е на дипломата Георг Кристоф фон Хазланг (1602 – 1684), 1643 г. дворцов маршал, наследствен дворцов майстер и 1662 г. директор на Тайния съвет.
Родът Хасланг дава множество значими офицери и служители на баварските господари. Със смъртта на граф Франц Ксавер фон Хасланг на 5 януари 1804 г., баварски кемерер и дворцов съветник, фамилията изчезва по мъжка линия.

## Фамилия
Рудолф Георг фон Хасланг се жени пр. 6 септември 1645 г. за Мария фон Хоенцолерн-Зигмаринген (* 23 януари 1606; † февруари 1674), вдовица на фрайхер/от 1628 г. граф Паул Андреас фон Волкенщайн († 1635), дъщеря на граф и княз Йохан фон Хоенцолерн-Зигмаринген (1578 – 1638) и братовчедката му графиня Йохана фон Хоенцолерн-Хехинген (1581 – 1634). Те имат вероятно две деца.